# Parti communiste de Turquie/marxiste-léniniste
Pour les articles homonymes, voir Parti communiste de Turquie et Parti communiste marxiste-léniniste.
Ne doit pas être confondu avec Parti communiste marxiste-léniniste (Turquie).
 (décembre 2016).
Si vous disposez d'ouvrages ou d'articles de référence ou si vous connaissez des sites web de qualité traitant du thème abordé ici, merci de compléter l'article en donnant les références utiles à sa vérifiabilité et en les liant à la section « Notes et références ».

Drapeau du Parti communiste de Turquie/marxiste-léniniste.

Le Parti communiste de Turquie/marxiste-léniniste (Türkiye Komünist Partisi/Marksist-Leninist, abrégé TKP/ML) est une organisation turque clandestine, de tendance maoïste, qui mène une lutte armée dans certaines provinces du Kurdistan turc. Elle a été fondée en 1972 par İbrahim Kaypakkaya.
L'organisation est mentionnée sur la liste officielle des organisations terroristes de la Turquie sous le nom de TKP/ML- Konferans (TKP/ML - Conférence).

## Histoire
À la suite du coup d'État militaire de 1971, le nouveau gouvernement turc réprime les mouvements de gauche et d’extrême gauche.

Emblème de l'Armée ouvrière et paysanne de libération de la Turquie, branche armée du TKP/ML

Le Parti révolutionnaire ouvrier et paysan de Turquie (TIIKP), un parti communiste pro-chinois, se divise sur l'attitude à suivre. Les partisans du passage à la lutte armée, emmenés par İbrahim Kaypakkaya, entrent en conflit avec la direction du TIIKP qu’ils accusent d'opportunisme. Ils décident de scissionner et créent le 24 avril 1972 le Parti communiste de Turquie/marxiste-léniniste (TKP/ML). İbrahim Kaypakkaya en devient le premier Secrétaire général.
Se basant sur le concept maoïste de guerre populaire, le TKP/ML se lance dans la lutte armée contre l’État turc à travers des actions armées en créant un groupe de guérilla, qu'il baptise Armée de libération des ouvriers et des paysans de Turquie (TIKKO). L'organisation s’impose rapidement comme le mouvement insurrectionnel de référence en Turquie et mène de nombreuses actions victorieuses de guérilla à l’encontre des forces de sécurité et autres cibles d’intérêt. Les autorités turques traquent les militants du TKP/ML et parviennent à arrêter İbrahim Kaypakkaya, qui est assassiné dans la nuit du 17 au 18 mai 1973 après avoir été torturé pendant plusieurs mois.
En 1973, à la suite d'une vague d’attentats et d'affrontements armés avec la police, les membres du comité exécutif sont arrêtés. Kaypakkaya meurt en prison. Le mouvement éclate en tendances rivales: MK (comité central), Dabk (comité uni d'Anatolie orientale), et Partisan, opérant sous l'appellation générique de TKP-ML-Tikko.
L'organisation continue néanmoins ses activités, s'implantant fortement à l'est dans les régions du Kurdistan de Turquie et de la Mer Noire, où son influence est toujours forte actuellement[réf. nécessaire].
Cependant le TKP/ML va traverser des périodes difficiles, avec le coup d'État du 12 septembre 1980 et plusieurs scissions amenant à la création d'autres organisations comme le Parti bolchévique (Kurdistan du Nord-Turquie) (en) en 1978 ou le Parti communiste maoïste en 1994.
C'est à partir des années 2000 que le TKP/ML se renforce malgré des coups durs portés à ses activités par les autorités, notamment contre ses infrastructures en Europe en 2007. Il est implanté dans les quartiers de bidonvilles d'Istanbul, dans les régions de Dersim, de la mer Égée et d'Ankara. Depuis la bataille de Kobané en 2014, la guérilla du TiKKO est présente au Rojava (Kurdistan de Syrie) auprès des Unités de protection du peuple kurde (YPG), dans la lutte contre l’organisation État islamique (Daesh). Depuis 2015, elle fait partie de la coalition créée par les différentes forces révolutionnaires internationalistes appelée Bataillon international de libération[réf. nécessaire].
Le TKP/ML affiche aussi une présence en Europe. En France, des sympathisants se font remarquer lors du mouvement des Gilets jaunes, qui est soutenu par le TKP/ML et le TiKKO. En Allemagne, la même année, plusieurs journaux germanophones considèrent que le parti bénéficie de 1 300 sympathisants.

## Organisation

### TiKKO
Dès sa création, le TKP/ML crée une branche armée, dénommée Armée de libération des ouvriers et des paysans de Turquie (en turc Türkiye İşci ve Köylü Kurtuluş Ordusu, abrégée TIKKO). Des unités de la TiKKO sont présentes dans les régions de Dersim, de Tokat et d'Erzincan. Il existe des groupes de milices urbaines à Istanbul et Ankara[réf. nécessaire]. À partir de 2014, la TiKKO participe au bataillon international de libération au Rojava dans le conflit syrien où il combat aux côtés des forces kurdes. En Turquie, depuis janvier 2016, les combattants du TiKKO participent à la défense des villes de Cizre et de Nusaybin occupées par l'armée turque[réf. nécessaire].
Actions importantes depuis 2014 :
- 14 mars 2014 : attaque contre le poste de police de Cemisgezek (Dersim) - pour le meurtre de Berkin Elvan
- 7 juin 2014 : attaque contre le poste de gendarmerie de Bilgeç (Dersim)
- 10 juin 2014 : incendie du convoi de matériel du chantier du barrage du Munzur (Dersim)
- 21 juin 2014 : incendie du poste de gendarmerie protégeant le chantier du barrage du Munzur à Ovacık (Dersim)
- Septembre 2014 - juin 2015 : participation à la bataille de Kobané (Rojava/Syrie)
- juin 2015 : participation à la libération de Tall Abyad / Girê Spi (Rojava/Syrie)
- 21 juillet 2015 : attaque conjointe avec le MLKP contre 2 locaux de parti dans le quartier de Gazi (Istanbul) - en mémoire des martyrs du massacre de Suruç[pas clair][réf. nécessaire]
- 27 août 2015 : attaque du comité de femme du TiKKO contre la base militaire de Geyiksuyu (Dersim) - pour le meurtre d'Ekin Wan
- 10 octobre 2015 : attaque conjointe avec le PKK contre la base militaire de Geyiksuyu (Dersim)[8].
- 15 octobre 2015 : attaque contre la base militaire d'Amukta (Dersim) - en mémoire des martyrs du massacre d'Ankara
- 21 octobre 2015 : affrontement avec l'armée à Şahverdi (Erzincan)
- 31 octobre 2015 : attaque contre la base militaire d'Amukta (Dersim) - en mémoire des trois combattants du TiKKO morts à Şahverdi[9].
- novembre 2015 : participation à la libération d'Al Hol (Rojava/Syrie)
- 9 décembre 2015 : attaque sur une opération de l'armée à Hozat (Dersim)[10].
- décembre 2015 : participation à la libération du barrage de Tişrîn (Rojava/Syrie)
- 23 janvier 2016 : destruction d'un local islamiste dans le quartier de Pendik (Istanbul)[11].
- 22 février 2016 : participation à la libération d'Al-Chaddadeh (Rojava/Syrie)
- mars 2016 : participation à la défense de Nusaybin

### Union de la jeunesse marxiste-léniniste
En 1987, le parti fonde une organisation de jeunesse : l'Union de la jeunesse marxiste-léniniste de Turquie (en turc Türkiye Marksist-Leninist Gençlik Birligi, abrégé TMLGB). La direction est alors assumée par Mehmet Demirdağ, qui deviendra par la suite le 4e Secrétaire Général du TKP/ML. Avec cette organisation de jeunesse, le TKP/ML a accéléré son implantation dans les zones urbaines grâce à son travail dans les usines, les lycées et les universités[réf. nécessaire].

### Journaux
Le TKP/ML édite le journal Partizan (Partisan).